# Acanthodelta sarcopasa
Acanthodelta sarcopasa är en fjärilsart som beskrevs av Druce 1912. Acanthodelta sarcopasa ingår i släktet Acanthodelta och familjen nattflyn. Inga underarter finns listade i Catalogue of Life.